# Nouans-les-Fontaines
Nouans-les-Fontaines is een gemeente in het Franse departement Indre-et-Loire (regio Centre-Val de Loire) en telt 789 inwoners (1999). De plaats maakt deel uit van het arrondissement Loches.

## Geografie
De oppervlakte van Nouans-les-Fontaines bedraagt 63,7 km², de bevolkingsdichtheid is 12,4 inwoners per km².
De onderstaande kaart toont de ligging van Nouans-les-Fontaines met de belangrijkste infrastructuur en aangrenzende gemeenten.

## Demografie
Onderstaande figuur toont het verloop van het inwonertal (bron: INSEE-tellingen).